# Sancho I Garcés
Sancho I Garcés van Castilië bijgenaamd van de Goede Wetten (overleden op 5 februari 1017) was van 995 tot aan zijn dood graaf van Castilië en Álava. Hij behoorde tot het huis Beni Mamaduna.

## Levensloop
Sancho Garcés was de zoon van graaf García I Fernandez van Castilië en diens echtgenote Ava van Ribagorza, dochter van graaf Raymond I van Ribagorza. 
Met de steun van vizier al-Hajib al-Mansur van het kalifaat Córdoba kwam Sancho in 990 in opstand tegen zijn vader. Dit resulteerde in een verdeling van het graafschap Castilië tussen vader en zoon. Na het overlijden van zijn vader in 995 herenigde Sancho I Garcés Castilië. 
Tijdens zijn bewind zette hij de Reconquista verder door samen met graaf García Gómez van Saldaña en koning García II van Navarra te rebelleren tegen al-Hajib al-Mansur. De coalitie van de drie vorñsten werd in juli 1000 echter verslagen in de Slag bij Cervera, waarna al-Mansur Sancho's gebieden bezette. Deze bezetting kon Sancho in september 1000 succesvol beëindigen. 
Na de dood van al-Mansur in 1002 raakte het kalifaat Córdoba in diepe crisis. Hiervan maakte Sancho gebruik om in 1010 het graafschap Ribagorza binnen te vallen, waar hij een einde maakte aan de dominantie van de moslims en zijn tante Toda tot aftreden dwong als gravin van Ribagorza. Dit leidde tot een onderlinge verdeling van het graafschap tussen de in Castilië opgeleide Willem Isarn, de zoon van de vroegere graaf Isarn, en graaf Raymond van Pallars, de echtgenoot van Sancho's zus Mayor. 
In 1017 stierf Sancho I Garcés, waarna hij als graaf van Castilië werd opgevolgd door zijn zoon García II Sánchez. Zijn bijnaam van de Goede Wetten dankte hij aan de verschillende charters waarmee hij bepaalde rechten schonk aan de steden. Hij werd bijgezet in het San Salvadorklooster van Oña, dat hij in 1011 had opgericht.

## Huwelijk en nakomelingen
Sancho was gehuwd met Urraca, vermoedelijk een dochter van graaf Gómez Díaz van Saldaña. Ze kregen volgende kinderen:
- Mayor (995-1066), huwde in 1011 met koning Sancho III van Navarra
- Ferdinand (overleden voor 999), jong gestorven
- Tigridia (geboren in 998), abdis in het San Salvadorklooster van Oña
- Sancha, huwde in 1021 met graaf Berengarius Raymond I van Barcelona
- García II Sánchez (1009-1029), graaf van Castilië

Sancho en Urraca waren ook mogelijk de ouders van:
- Urraca (overleden in 1041), die voor 1008 huwde met graaf Sancho VI Willem van Gascogne